# جولييت لاندو
جولييت لاندو (بالإنجليزية: Juliet Landau)‏ (و. 1965  م) هي راقصة باليه، وممثلة أفلام، وممثلة تلفزيونية، وممثلة مسرحية، وممثلة صوت أمريكية، ولدت في لوس أنجلوس.

## وصلات خارجية
- جولييت لاندو على موقع IMDb (الإنجليزية)
- جولييت لاندو على موقع ألو سيني (الفرنسية)
- جولييت لاندو على موقع أول موفي (الإنجليزية)
- جولييت لاندو على موقع قاعدة بيانات الأفلام السويدية (السويدية)
- جولييت لاندو على موقع إن إن دي بي (الإنجليزية)
- جولييت لاندو على موقع قاعدة بيانات الفيلم (الإنجليزية)
- جولييت لاندو على موقع كينوبويسك (الروسية)